# Bulbophyllum leonii
Bulbophyllum leonii är en orkidéart som beskrevs av Friedrich Fritz Wilhelm Ludwig Kraenzlin. Bulbophyllum leonii ingår i släktet Bulbophyllum och familjen orkidéer.
Artens utbredningsområde är Komorerna. Inga underarter finns listade i Catalogue of Life.